# Cementiri Britànic de Montevideo
El Cementiri Britànic de Montevideo (anglès: British Cemetery of Montevideo; castellà: Cementerio Británico de Montevideo) és un dels cementiris més destacats de les col·lectivitats anglesa, escocesa i irlandesa a l'Uruguai.
El territori del cementiri va pertànyer originalment al frare portuguès Manuel Salinas, qui va ser l'encarregat de la seva administració durant l'ocupació lusa del país, sota el nom de Província Cisplatina. El 1825, un cop l'Uruguai s'havia independitzat de l'Imperi del Brasil, Salinas va transferir els drets de la propietat a John Hall per la suma de $400 de l'època.
El 1828, Thomas Samual Hood va comprar el cementiri en representació de la col·lectivitat anglesa al país. No obstant això, els moviments de planificació urbana i el ràpid creixement de la ciutat va provocar que hagués de ser traslladat al barri del Buceo des de la seva ubicació original, en l'actual Avinguda 18 de Julio, zona cèntrica de Montevideo. El llavors president Máximo Santos va passar un decret ordenant el trasllat del cementiri i una indemnització a les famílies angleses. En aquesta època, el cementiri era més conegut com a Cementerio de los Ingleses, és a dir, «cementiri dels Anglesos».

## Personalitats enterrades

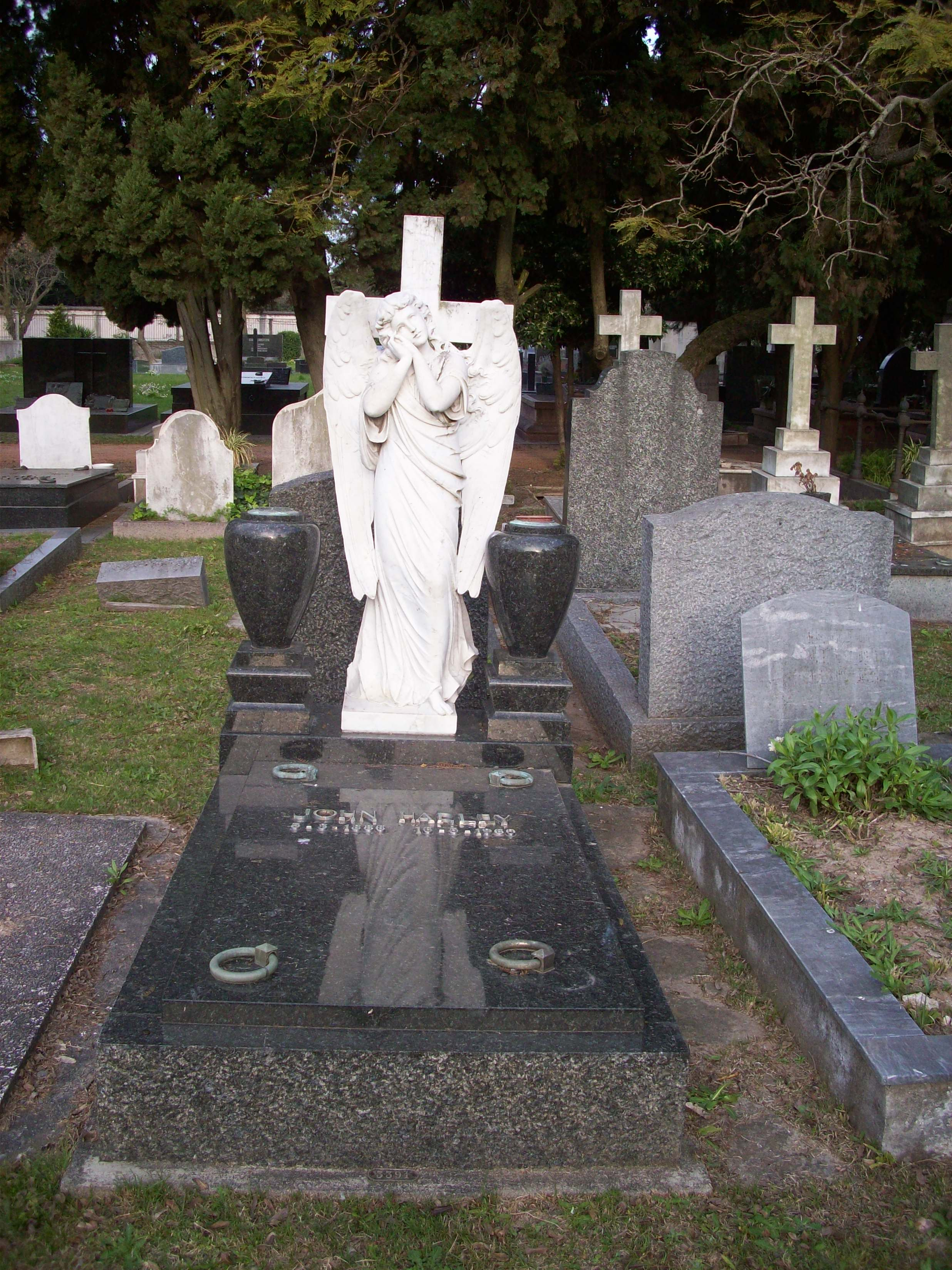
Tomba de John Harley.

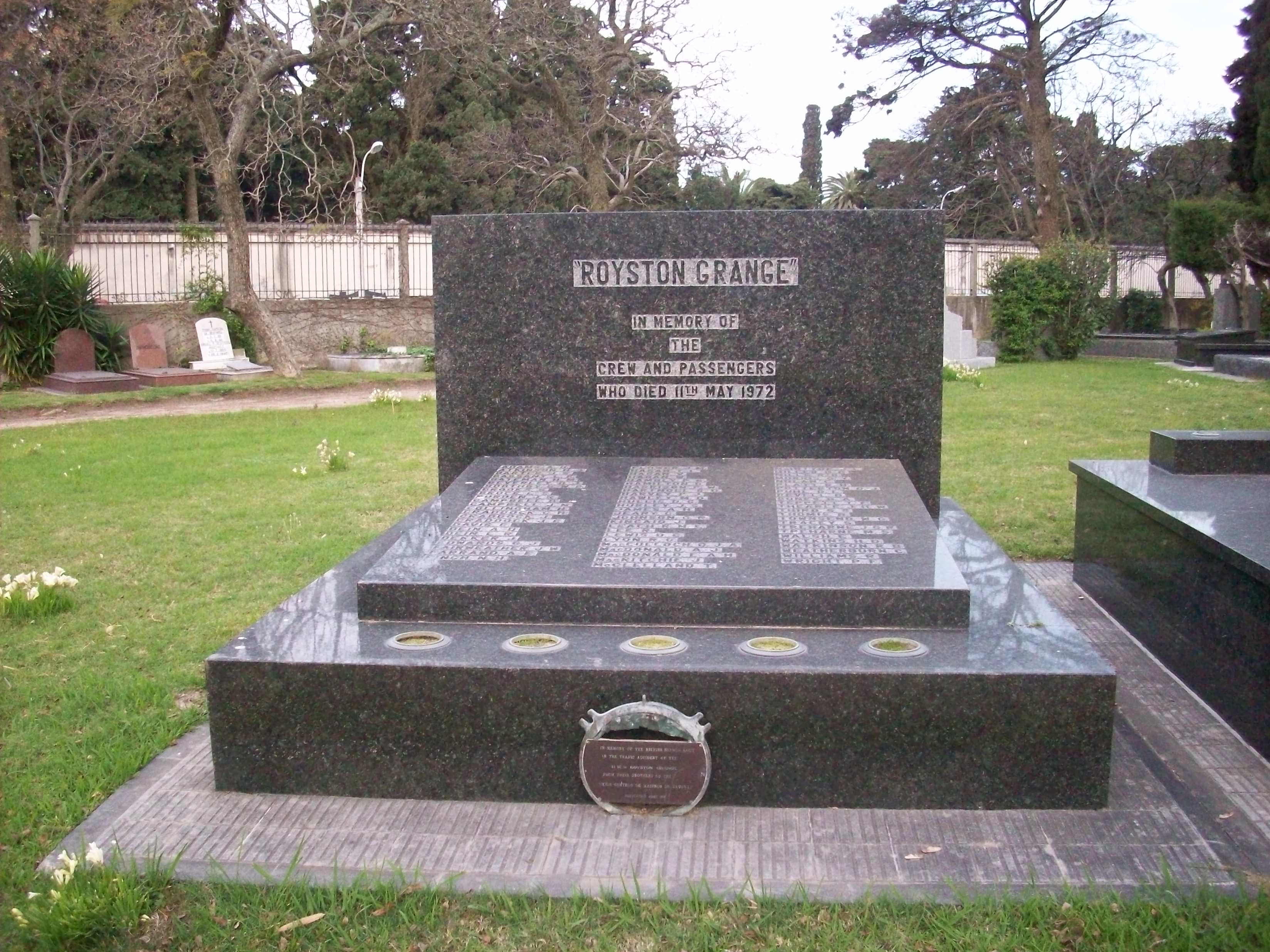
Placa commemorativa de l'accident de Royston Grange.

Alguns dels membres que van rebre sepultura en aquest cementiri eren immigrants britànics, alemanys o els seus descendents. També es poden trobar les restes mortals d'alguns uruguaians com Julio María Sosa, antic president del Club Atlético Peñarol.
- Charles John Ayre (1905), cònsol britànic a Montevideo.
- William Robert Cameron (1913), responsable de The London & Brazil Bank.
- John Christie (1926).
- Robert Walter Craven (1850-66), fill de William Craven, 2n Duc de Craven.
- Newell Eleazar Davis (1951).
- William Huskinson Denstone (1925), propietari i editor de The Montevideo Times.
- William Fraser (1921), president d'OSE.
- Eleonorah Gordon de Frías (1914-78) i Gonzalo Frías (1904-85), avis per part de pare de Paula, mencionada en una novel·la d'Isabel Allende.
- Robert Gore (1810-54), "l'honorable", capità britànic.
- John Gray (1933).
- John Harley (1886-1960), jugador de futbol uruguaià d'origen escocès.
- Sir Robert Jackson (2000), president de la Societat del Cementiri Britànic.
- Francis Gorham Jackson (1942).
- Samuel Fisher Lafone (1805-71).
- Thomas Frederick Lane (1859-1946).
- Samuel Hill Lawrence (1831-68), capità irlandès que va obtenir l'Ordre de Victòria.
- Henry C. Lichtenberger (1873-1934), fundador de l'Albion Football Club Arxivat 2010-07-31 a Wayback Machine..
- William Charles McClew (1998), president de la Societat del Cementiri Britànic.
- Allan McDonald (1883-1929), cònsol britànic a Montevideo.
- Major John Munro[Enllaç no actiu] (1878), cònsol britànic a Montevideo.
- John Oldham (1836-1910), president de la xarxa de telègrafs.
- Jorge Enrique Sanderson (1881-1963), fundador, jugador i president del Montevideo Wanderers Fútbol Club.
- Armonía Somers (1914-94), escriptora uruguaiana.
- Juan Storm (1927-95, artista uruguaià.
- Thomas Tomkinson (1904-79), empresari britànic nascut a Alemanya.